# Nationales Forschungsinstitut für Kulturgüter Nara
Nationales Forschungsinstitut für Kulturgüter Nara (jap. 奈良文化財研究所, Nara Bunkazai Kenkyūsho, engl. Nara Research Institute for Cultural Properties, kurz: „Nabunken“ (奈文研)) ist eine Selbstverwaltungskörperschaft mit Sitz in Nijo-chō, Nara, Präfektur Nara. Die Hauptaufgabe des 1952 gegründeten Instituts besteht in der Erforschung der Kulturgüter, besonders auch archäologischer, unter der Erde liegender Kulturgüter der alten Hauptstadt Nara sowie der Durchführung von archäologischen Untersuchungen auf den Grabungsstätten der ehemaligen kaiserlichen Residenzen Heijō-kyū und Fujiwara-kyō. Darüber hinaus steht das „Historische Museum Asuka“ (飛鳥資料館, Asuka Shiryōkan) in der Stadt Asuka unter der Leitung des Instituts. Mit diesem historischen Museum fällt auch die Erforschung der Funde und Dokumente zur kaiserlichen Residenzstadt Asuka, die der Asuka-Zeit ihren Namen gab, in das Aufgabengebiet des Forschungsinstituts.
Weiterhin unterhält das Institut einen regen wissenschaftlichen Austausch mit Forschungsinstituten vornehmlich für asiatische Kulturgüter, etwa mit Korea und China, und für Kulturgüter in Entwicklungsländern. Ebenfalls zu den Aufgaben der Forschungsstelle gehört etwa die Konservierung und Restaurierung historischer Dokumente aus den Präfekturen Iwate und Miyagi, die während des Tōhoku-Erdbebens 2011 durch den Tsunami beschädigt wurden. Seit 2007 ist es in die Organisation Nationaler Einrichtungen für Kulturgüter eingegliedert. Gegenwärtig leitet der Archäologe Keiji Matsumura das Institut.

## Überblick
Die Bemühungen um die Erhaltung der kaiserlichen Palastanlage in Nara in den 1950er Jahren führte 1952 zur Gründung des „Forschungsinstitut für Kulturgüter Nara“. Zwei Jahre zuvor war das „Kulturgutschutzgesetz“ in kraft getreten, im gleichen Jahr 1952 war die Palastanlage Heijō-kyū zur „besonderen historischen Stätte“ deklariert worden. Zum Zeitpunkt der Gründung war das Institut noch keine selbstständige Organisation. Es unterstand dem „Nationalen Ausschuss zum Schutz von Kulturgütern“ (engl. National Commission for Protection of Cultural Properties), dem Vorgänger des Amtes für kulturelle Angelegenheiten. 1954 dann wurde es in Nationales Forschungsinstitut umbenannt. Es unterhielt zunächst drei Abteilungen, zu denen im Laufe der Jahre mit wachsenden Aufgaben neue Abteilungen hinzukamen.
Im März 1975 wurde in Okayama das „Historische Museum Asuka“ eröffnet. 1980 bezog das Institut neue Räume in Nijo-chō, wo es sich heute noch befindet. 2001 wurde es mit dem Tōbunken zusammengeführt und 2007 in der Dachorganisation Nationaler Einrichtungen für Kulturgüter mit den Nationalmuseen vereint.

## Organisation

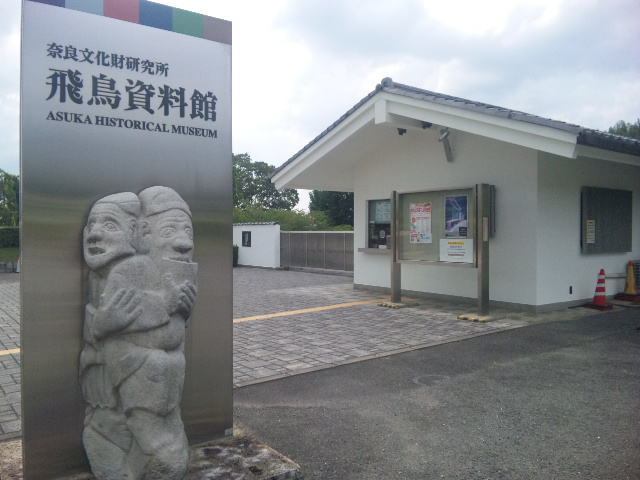
„Historisches Museum Asuka“

Das Forschungsinstitut besitzt gegenwärtig sechs Abteilungen. Die „Abteilung für Planung und Koordination“ fungiert als übergreifende Abteilung. Sie kümmert sich um die Erweiterung der Sammlungen und die Weitergabe von Informationen. Zudem organisiert sie Ausgrabungen und die Zusammenarbeit mit regionalen Forschungsstellen und dem Amt für kulturelle Angelegenheiten.
Die „Abteilung für Kulturgüter“ befasst sich mit ihren vier Unterabteilungen mit den materiellen Hinterlassenschaften, wie den historischen Dokumenten und den archäologischen Funden der Ausgrabungsstätten, mit der Geschichte der Architektur und landschaftlich schönen Stätten und Naturdenkmälern. Eine weitere Abteilung mit fünf Unterabteilungen beschäftigt sich mit der „Untersuchung der kaiserlichen Palastanlagen“. Drei der fünf spezialisierten Unterabteilungen konzentrieren sich auf die archäologische Untersuchung unter der Erde liegender Holz- und Metallfunde, auf Keramiken und auf Dachziegel. Die verbleibenden zwei Unterabteilungen widmen sich hingegen den schriftlichen Dokumenten und damit der historischen Forschung im Schwerpunkt mit der historischen Region Yamato-Asuka. Daneben gibt es noch das „Zentrum für archäologische Arbeiten“, das sich vornehmlich mit der Entwicklung von archäologischer Methoden und Techniken der Untersuchung befasst.
Das „Historische Museum Asuka“ ist ebenfalls eine eigenständige Abteilung des Forschungsinstituts, das sich primär um die Aufbereitung und Ausstellung der Funde und Erkenntnisse kümmert. Ergänzend zu den Forschungsaktivitäten leitet eine eigene „Abteilung zur Unterstützung und Beförderung der Forschung“ Koordinations- und Öffentlichkeitsarbeit.
Informationen des Instituts sind in drei online zugänglichen Datenbanken versammelt. Die Datenbank zu Gartenanlagen, die archäologisch erschlossen wurden, besitzt 338 Datensätze. Ergänzt werden die Informationen durch ein japanisch-englisches Online-Lexikon mit Fachbegriffen zur japanischen Gartenbaukunst. Die Forschungsberichte des Instituts können in einem Online-Magazin (Repository) recherchiert werden.